# Міст Адольфа
Міст А́дольфа (Новий міст) —  міст в місті Люксембург, побудований в 1900-1903 роках за часів правління герцога Адольфа. На той час це був найбільший кам'яний міст у світі. Довжина арки моста — 85 метрів, максимальна висота — 42 метри. Загальна довжина моста — 153 метри. Міст з’єднує Верхнє та Нижнє місто: дві частини Люксембургу. 
Міст Адольфа ще називають Новим мостом. Якщо є Новий міст, то повинен бути Старий. Його перекинуто через долину річки Петрюс, що протікає через місто, місцеві мешканці називають його Старим віадуком. Це важливе транспортне сполучення між берегами річки Петрюс, тут прокладено пішохідні доріжки й автомагістраль. Старий міст споруджений у 1859-1861 роках з’єднує центр Люксембургу з південною його окраїною. Старий міст дещо схожий на Новопланівський міст у місті Кам'янець-Подільський.
Також інший міст у Люксембургу великої герцогині Шарлотти схожий на міст Стрімка лань.

## Галерея

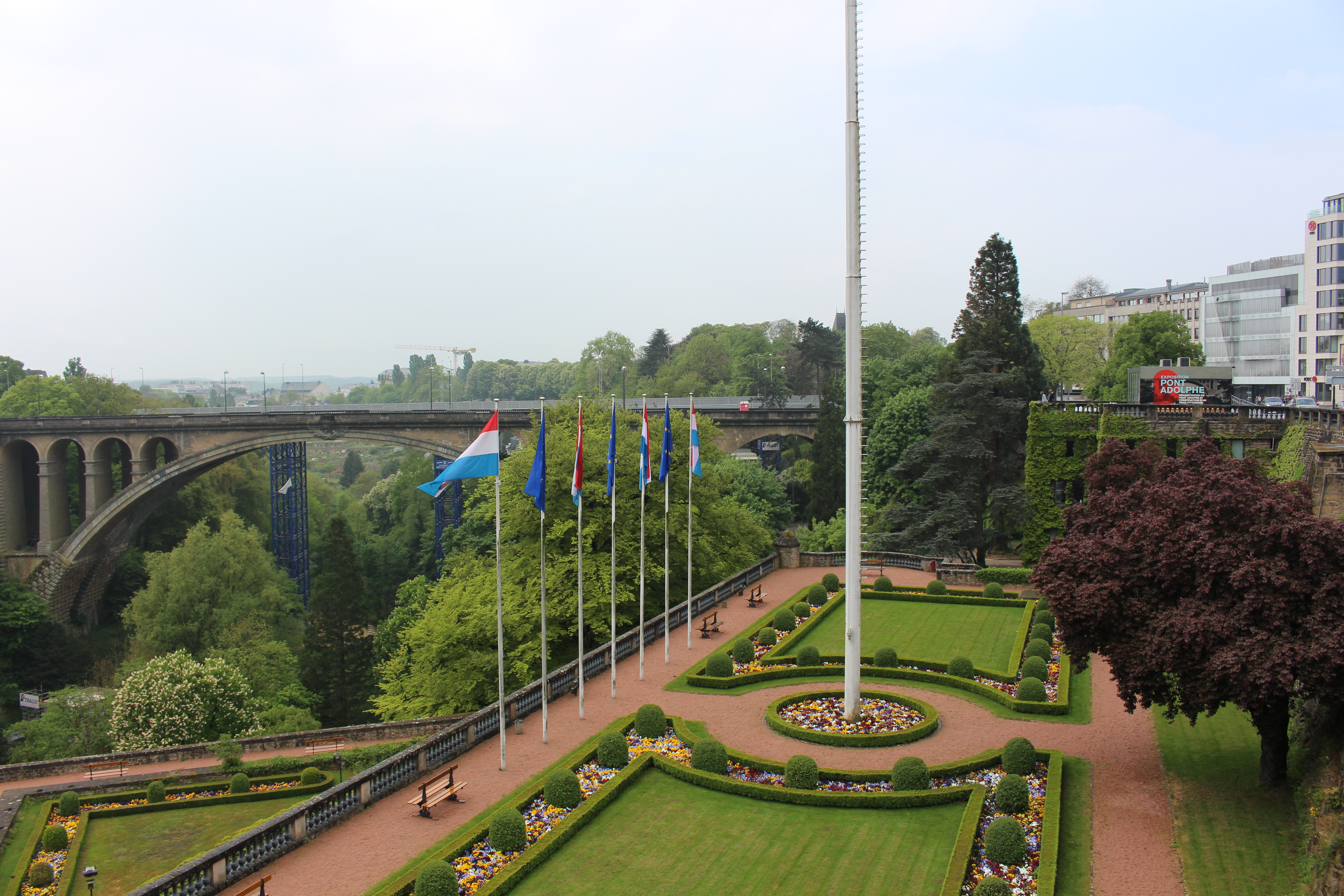
Панорамний вид міст Адольфа (Новий міст)
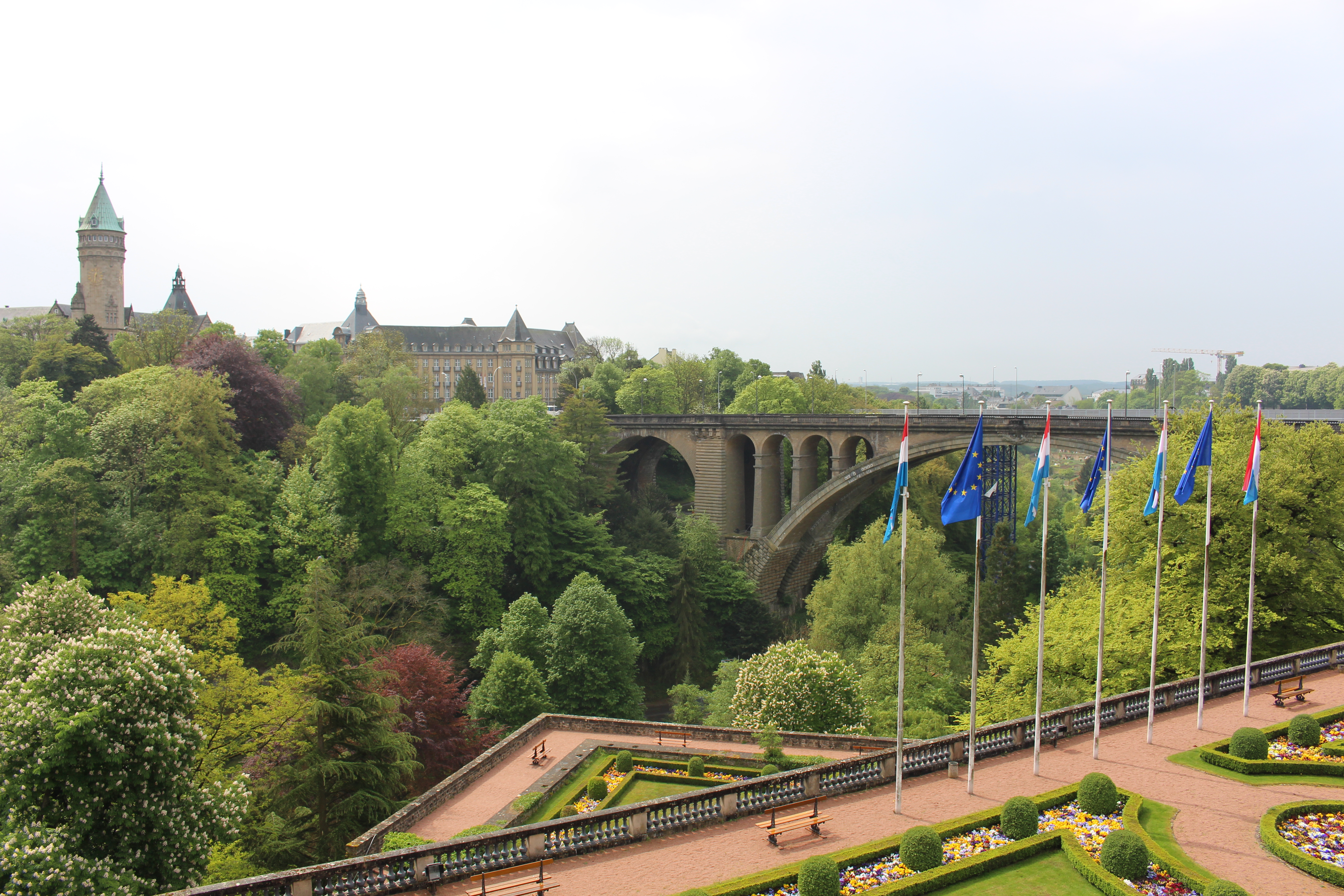
Вид на міст Адольфа з площі Конституції
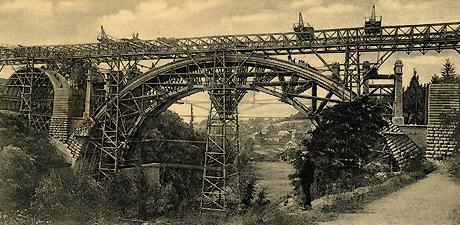
Будівництво моста Адольфа 1 вересня 1901